# 普雷斯特魯德灣
78°18′S 156°0′W / 78.300°S 156.000°W
普雷斯特魯德灣（英語：Prestrud Inlet），是南極洲的海灣，位於瑪麗伯德地的愛德華七世地，處於羅斯冰架東北端，由美國探險隊命名，現時由南極條約體系管理。